# گرداب (فیلم ۲۰۰۰)
گرداب (فرانسوی: Maelström) یک فیلم درام روان‌شناختی کانادایی در سبک ادبیات پوچ‌گرا محصول سال ۲۰۰۰ به نویسندگی و کارگردانی دنی ویلنوو است. ماری-ژوزه کروز در نقش یک تاجر جوان افسرده که با پسر مردی که در یک تصادف کشته شده درگیر می‌شود. این فیلم با استفاده از عناصر فانتزی و کمدی توسط یک ماهی سخنگو روایت می‌شود.
کارگردان داستان را بر اساس علاقه‌اش به تصادفات رانندگی و الگوبرداری از قهرمان داستان از زنان مختلفی که می‌شناخت، طراحی کرد. او کروز را که در آن زمان یک بازیگر تازه‌کار بود، برای نقش اصلی انتخاب کرد. فیلمبرداری در مونترآل در سال ۱۹۹۹ با انیمیشنی برای به تصویر کشیدن راوی ماهی انجام داد.
این فیلم برای اولین بار در جشنواره جهانی فیلم مونترال در اوت ۲۰۰۰ به نمایش درآمد و با نقدهای مثبتی همراه شد. این فیلم برنده پنج جایزه جین، از جمله بهترین فیلم، و جایزه فیپررسی در پنجاه و یکمین جشنواره بین‌المللی فیلم برلین شد. گرداب به عنوان فیلم ارسالی کانادا برای جایزه اسکار بهترین فیلم بلند بین‌المللی در هفتاد و سومین دوره جوایز اسکار اعلام شد، اما نامزد نشد.

## بازخوردها
- وب‌سایت جمع‌آوری نقد راتن تومیتوز گزارش داد که این فیلم ۷۹ درصد محبوبیت دارد و بر اساس رای ۳۸ نقد منتقد سینمایی، با میانگین امتیاز ۶٫۷ از ۱۰ نقد مثبتی به فیلم داده‌اند.[۷]
- در متاکریتیک، این فیلم بر اساس رای ۱۸ منتقد، میانگین وزنی ۶۶ از ۱۰۰ امتیاز را دارد که نشان‌دهنده «بررسی‌های عموماً مطلوب» است.[۸]